# JoJo's Bizarre Adventure
Jojo no kimyō na bōken (ジョジョの奇妙な冒険, L'estranya aventura de Jojo) o JoJo's Bizarre Adventure és una obra mestra del manga creada per l'atractiu Hirohiko Araki. El manga és famós pel seu original estil de dibuix, el seu embullat argument, i les seves nombroses referències a la música rock i cultura Pop. El manga, publicat per Shueisha en la seva revista Weekly Shonen Jump, començà en 1987 i acabà en el 2004. L'última part fou inicialment publicada en Weekly Shonen Jump, però es trasllada a Ultra Jump en 2005.

## Manga
A hores d'ara, s'han publicat vuit sèries d'aquest manga, actualment s'està publicant la novena part, coneguda com a JOJOLANDS. Cada temporada consisteix d'un protagonista de la família Joestar o Brando :

### Phantom Blood
Volums 1-5 
Protagonista: Jonathan Joestar 

### Battle Tendancy
Volums 6-12 
Protagonista: Joseph Joestar

### Stardust Crusaders
Volums 12-28 
Protagonista: Jotaro Kujo

### Diamond is Unbreakable
Volums 29-47 
Protagonista: Josuke Higashikata

### Vento Aureo
Volums 47-63 
Protagonista: Giorno Giovanna

### Stone Ocean
Volums 64-80 
Protagonista: Jolyne Kujo

### Steel Ball Run
Volums 81-104
La setena part, Steel Ball Run, segueix les aventures d'en Johnny Joestar i en Gyro Zepelli mentre competeixen en la cursa transcontinental coneguda com la Steel Ball Run. Ràpidament, l'intrèpid Johnny adopta el rol d'aprenent d'en Gyro, per a poder aconseguir dominar la tècnica de la rotació.

### JoJolion
Protagonista: Josuke Higashikata

## Anime
Dues sèries d'OVAes foren adaptades de la tercera sèrie per APPP al Japó. Els sis episodis del 1993 comencen amb Joseph, Jotaro, Polnareff, Abdul i Kakyoin en el desert egipci en el seu desafiament de trobar a Dio (vol. 20 del manga). Una protoseqüel·la de set episodis fou llançada el 2001. Començava amb Joseph anant al Japó. La pel·lícula fou estrenada el 17 de febrer del 2008 i adapta l'arc argumental de Phantom Blood.

Posteriorment, l'any 2012 David Productions adquirí els drets per a poder convertir la sèrie completa en un anime comercial. S'han animat fins a la primera terça part de Stone Ocean. Inicialment, es van publicar Phantom Blood i Battle Tendancy com a la primera temporada. Posteriorment, Stardust Crusaders es va dividir en dues.

## Videojocs

### SNES
- Jojo no Kimyouna Bouken:

Basat en Stardust Crusaders, el tercer arc d'història.
És un RPG, en la lluita final contra Dio es pot escoltar quan crida "Muda Muda..."

### Arcade
- Jojo no Kimyouna Bouken:

Basat en Stardust Crusaders, el tercer arc d'història.
Joc de lluites de Capcom en la placa CPS3.
- Jojo no Kimyouna Bouken - Heritage For The Future:

Basat en Stardust Crusaders, el tercer arc d'història.
Joc de lluites de Capcom en la placa CPS3, continuació de l'anterior joc incloent més personatges nous.

### Dreamcast
- Jojo no Kimyouna Bouken:

Basat en Stardust Crusaders, el tercer arc d'història.
Conté els dos jocs d'arcade.

### PlayStation
- Jojo no Kimyouna Bouken - Heritage For The Future:

Basat en Stardust Crusaders, el tercer arc d'història.
Fet per Capcom, és una adaptació del segon joc d'arcade, amb menys qualitat gràfica perquè puga ser suportat en la PlayStation, encara que té més personatges i la manera Super Story, que cobrix totes les baralles del tercer arc, algunes amb baralles i altres amb minijocs.

### PlayStation 2
- Jojo no Kimyouna Bouken Ougon No Kaze:

Basat en Golden Wind, el cinquè arc d'història.
Joc d'Acció en el qual es controla als set protagonistes d'aquest arc d'història. Han estat omeses aproximadament la meitat de les baralles. Encara que no presenta la baralla entre Doppio i Risotto Nero, sí que apareix quan Giorno i cia. troben el cadàver de *Nero. Entre els extres del joc es poden veure com vinyetes de màniga a color(no del màniga original) algunes de les baralles omeses, ací és l'única vegada que no es veu als personatges en 3D, sinó dibuixats. Entre els extres de vegades ixen de fons imatges 3D dels enemics, que inclouen alguns que no apareixen en aquest cinquè arc.
En el Mode Another Story es poden jugar baralles predeterminades contra els enemics del joc manejant a personatges diferents que a qui es manejava en la manera Super Story(la manera principal del joc). En aquesta manera es pot manejar amb més profunditat a Abbaccio, Fugo, Narancia i Trish, qui són manejats tot just una vegada cadascun en la manera Super Story, ja que en quasi totes les baralles es maneja a Bucciaratti, Mista i Giorno.
En la baralla final contra Diábolo, el seu poder de compressió/eliminació de temps està presentat només com el poder de Dio Brando, Toki Wo Prengués, ja que només fa que el temps vaja més lent.
- Jojo no Kimyouna Phantom Blood:

Basat en Phantom Blood, el primer arc de la història.
Fou fet para commemorar el 25 aniversari d'Hirohiko Araki com mangaka (a part de la pel·lícula del mateix arc).

## Curiositats
- És la segona sèrie més llarga que ha publicat Shonen Jump després de Kochi-Kame.
- Hiro Nakamura, un personatge de la sèrie Herois, és fan de la sèrie.
- El primer dels 2 jocs de Playstation 2 anava a ser llançat a Itàlia, on hi ha una gran base de fans de JoJo's Bizarre Adventure, però es diu que no va ser possible perquè Hirohiko Araki no volia que canviaren alguns noms per a evitar problemes de copyright.
- ZUN, el creador de la sèrie de jocs Touhou Project és fan d'està sèrie i ha afegit detalls a la seua sèrie de videojocs, basats en aquest manga.